# Sirlanney
Sirlanney Freire Nogueira (Morada Nova, 1984), mais conhecida apenas como Sirlanney, é uma quadrinista e artista plástica brasileira.

## Biografia
Graduada em Design de Moda, pela Universidade Federal do Ceará, Sirlanney mudou-se para o Rio de Janeiro em 2008, logo após participar da coletânea de contos "Semana" (2007), organizado pela escritora cearense Natércia Pontes. A coletânea tinha como intuito revelar as novas escritoras "promissoras" do Ceará. No Rio de Janeiro, trabalhou numa livraria, onde conheceu uma grande quatidade de quadrinhos adultos autorais, como Allan Sieber e Marjane Satrapi, que se tornaram suas primeiras grandes inspirações no gênero de quadrinho autobiográfico. Em 2012, criou a série de webcomic Magra de Ruim, que publicava inicialmente em uma fanpage no Facebook. As HQs discutiam, com humor, temas como feminismo, empoderamento feminino e os relacionamentos contemporâneos.
Sirlanney teve sua primeira filha, Luna, em 2003, antes de mudar para o Rio de Janeiro. Em 2014, publicou de forma independente, a partir de financiamento coletivo pela plataforma Catarse, um livro também chamado Magra de Ruim, que compilava suas histórias. O livro ganhou uma segunda edição em 2016 pela editora Lote 42.
Além de ter publicado fanzines como Um Quarto Só Para Si (2014), Antídoto Para Ilusões Perdidas (2015) e Mó Tesão (2016), a artista também mantém uma página de financiamento coletivo recorrente na plataforma Apoia.se com o objetivo de manter as atualizações da página e do blog Magra de Ruim e dar a possibilidade de desenvolver novos projetos, como o livro Homens e o romance gráfico Até Marrakech.
Em 2016, iniciou o projeto "Viagem ao Fim do Mundo", um diário em forma de quadrinhos de uma viagem pela América do Sul, tendo como ponto de partida sua cidade natal, Morada Nova, no interior do Ceará, e passando por Argentina, Uruguai, Paraguai, Chile, Peru e Bolívia. Cada etapa da viagem é construída através de sugestões dos leitores de seu blog e a artista oferece cursos, palestras e arte em troca de estadia e histórias, especialmente de mulheres de cada região.

## Prêmios e indicações
Em 2015, Sirlanney ganhou o Prêmio Al Rio de revelação e foi finalista do Troféu HQ Mix de melhor publicação independente de autor por Magra de Ruim. Em 2016, foi novamente finalista do HQ Mix na categoria de melhor projeto editorial. Em 2017, a artista ganhou o Prêmio Dente de Ouro de melhor quadrinho pela segunda edição de Magra de Ruim.